# Mireșu Mare
Mireșu Mare é uma comuna romena localizada no distrito de Maramureș, na região histórica da Transilvânia. A comuna possui uma área de 73.66 km² e sua população era de 5110 habitantes segundo o censo de 2007.